# Arthur-Marie Le Hir
Arthur-Marie Le Hir (Morlaix, 5 dicembre 1811 – Parigi, 13 gennaio 1868) è stato un biblista, orientalista e presbitero francese, di fede cattolica.

## Biografia
Nel 1833 fu ammesso nel seminario della Compagnia sulpiziana di Parigi. Si formò alla scuola del sacerdote e teologo cattolico Antoine Garnier (1762-XIX sec.), che a parere dell'ebraista Ernest Renan "possedeva una conoscenza dell'esegesi e una solida padronanza delle lingue maggiore di qualsiasi altro cattolico francese". Ordinato sacerdote, divenne professore di Teologia, di Sacra Scrittura e di Ebraico, che furono gli ambiti della sua ricerca spirituale, ereditati da Renan.
Renan e Le Hir diedero impulso alla rinascita degli studi biblici e dell'orientalistica nel Paese d'oltralpe. Il suo allievo lo considerò il maggiore studioso dell'ebraico e del siriaco fra quelli della sua generazione, oltreché un esperto delle scienze bibliche e in particolare delle critica testuale tedesca di quel tempo, della quale Le Hir avversò le teorie.
Nella sua autobiografia, Renan escluse che il carattere intransigente di Le Hir avesse condizionato il suo allontanamento dalla Santa Sede e dalla Chiesa di rito latino, affermando al contrario di aver trovato in lui il più straordinario uomo del clero francese vivente all'epoca.. Diversamente da Renan, Robert Irwin (n. 1946) affermò di avere una scarsa padronanza della lingua araba anche per effetto della condotta accademica del suo maestro.

## Opere
Gli articoli di Renan furono raccolti in due volumi dal titolo Etudes Bibliques, pubblicati postumi a Parigi nel 1869, cui seguirono le traduzioni ed esegesi di alcuni libri della Bibbia: "Le Livre de Job" (Parigi, 1873); "Les Psaumes" (Parigi, 1876); "Les trois Grands Prophètes: Isaie, Jérémie, Ezéchiel" (Parigi, 1876); "Le Cantique des Cantiques" (Parigi, 1888). Quest'ultima opera dell'abate Le Hir fu riveduta e ampliata ne Le Cantique des cantiques, avec traduction spéciale sur l'hébreu et commentaire, edita a Parigi nel 1890.

### Riferimenti
1. 1 2  (FR) Ernest Renan, Souvenirs d'enfance et de jeunesse, su Università Sorbonne, 1883,  p. 269. URL consultato il 9 settembre 2019 (archiviato il 9 settembre 2019). Ospitato su gutembergorg.
2. ↑   Robert Irwin, For Lust of Knowing, 2006,  p. 166.
3. ↑  (FR) Claire Placial (Università Sorbonne-Dipartimento di Letteratura), Pour une histoire rapprochée des traductions. Étude bibliographique, historique et linguistique des traductions du Cantique des cantiques publiées en langue française depuis la Renaissance (PDF), su semanticscholar.org, Hyper Articles en Ligne, 14 febbraio 2017,  p. 106. URL consultato il 9 settembre 2019 (archiviato il 9 settembre 2019). Ospitato su archive.is.

Fonti
- La presente voce è parzialmente tradotta dall'articolo intitolato Arthur-Marie Le Hir, a cura di John F. Fenlon per la Catholic Encyclopedia del 1910, la quale appartiene al pubblico dominio ed è riprodotta su Wikisource in lingua inglese.